# Jules Croonen
Jules Croonen (Putte, 31 januari 1904 – ?) was een Belgisch politicus.

## Levensloop
Hij was oorlogsburgemeester van Berlaar tussen 1941 en 1944. Hij volgde in die hoedanigheid Jules Lambrechts op, die uit zijn ambt ontzet was.